# Cát Chánh
Cát Chánh là một xã thuộc huyện Phù Cát, tỉnh Bình Định, Việt Nam.
Xã Cát Chánh có diện tích 11,82 km², dân số năm 1999 là 6.642 người, mật độ dân số đạt 562 người/km².

## Hành chính
Xã Cát Chánh được chia thành 5 thôn: Chánh Định, Chánh Hội, Chánh Hữu, Phú Hậu, Vân Triêm.